# Метафосфат лития
Метафосфат лития — неорганическое соединение,
соль лития и фосфорной кислоты с формулой LiPO3,
бесцветные кристаллы,
не растворяется в воде.

## Получение
- Разложение дигидрофосфата лития при нагревании:

{\displaystyle {\mathsf {LiH_{2}PO_{4}\ {\xrightarrow {210^{o}C}}\ LiPO_{3}+H_{2}O}}}

## Физические свойства
Метафосфат лития образует бесцветные кристаллы
моноклинной сингонии,
пространственная группа P 2/n,
параметры ячейки a = 1,3074 нм, b = 0,54068 нм, c = 1,6452 нм, β = 99,00°, Z = 20 .
Не растворяется в воде.